# 키드넵: 한밤의 침입자
《키드넵: 한밤의 침입자》(스페인어: Secuestrados)는 2010년 공개된 스페인의 공포 스릴러 영화이다.

## 줄거리
새 집으로 이사 온 하이메, 마르타, 그리고 딸 이사는 평범한 저녁을 보내고 있다. 이사는 남자친구와 파티를 가려고 계획하고, 하이메와 마르타는 딸의 양육 방식을 놓고 다툰다. 그 순간 이사 업체 직원 셋이 가면을 쓰고 강도로 돌변해 침입한다(영어 크레디트에서는 이들을 각각 대장, 젊은 강도, 힘센 강도로 명칭하였다.).
대장은 하이메를 데리고 집에서 멀리 떨어진 은행 현금 자동 입출금기(ATM)로 향하고, 나머지 두 강도는 마르타와 이사를 감시한다. 대장은 하이메에게 계획에서 벗어나거나 경찰에 알리려 하면 집에 있는 마르타를 죽이겠다고 협박한다. 하이메는 위험을 감수하고 은행에서 만난 여자에게 도움을 요청하지만 오히려 강도로 오해받고 돈을 빼앗긴다. 이에 분노한 대장은 집에 전화해 힘센 강도에게 마르타를 폭행하라고 지시하고, 하이메는 비명을 듣고 절망하여 다시 한번 기회를 달라고 애원한다. 대장은 하이메를 더욱 먼 ATM으로 데려간다.
한편 이사를 데리러 온 남자친구 세사르는 집으로 끌려 들어오고, 마르타와 이사는 지하 방에 숨어 문을 잠근다. 강도들은 세사르를 쏘겠다고 협박하며 문을 열라고 하지만 거절당하자 실제로 세사르에게 총을 쏘고, 쇠망치로 문을 부수고 모녀를 다시 인질로 잡는다.
이웃의 소음 신고로 찾아온 경비원은 수상한 분위기를 감지하고 집 안을 살펴보려 한다. 힘센 강도는 마르타의 남편 행세를 하며 경비원을 속이려 하지만 경비원이 의심을 지우지 못하자 목을 베어 살해한다. 이후 힘센 강도기 이사를 강간하려 하자 마르타는 대신 자신이 당하겠다고 하지만 힘센 강도는 이를 비웃으면서 팔을 부러뜨린다. 젊은 강도는 참혹한 상황에 환멸을 느껴 힘센 강도와 다투고, 이사는 다시 강간당하려는 순간 조각상으로 힘센 강도의 머리를 내려쳐 살해한다. 젊은 강도는 이사를 설득해 총을 쏘지 않게 하고, 집을 떠난다.
그 시각 하이메와 대장은 은행에서 돈을 더 인출할 수 있도록 다음 날로 넘어가는 자정이 될 때까지 기다리기 위해 차를 타고 주변을 배회하며 시간을 죽인다. 그러나 그 전에 하이메가 속도를 내어 차를 전봇대에 들이받고 두 사람은 기절한다. 먼저 정신을 차린 하이메는 대장의 총을 훔쳐 집으로 돌아온다. 하이메는 집 앞에서 젊은 강도와 마주치지만 둘 다 극심한 트라우마에 시달리고 있음이 명백하고, 젊은 강도는 도망친다.
하이메와 이사는 지하에서 수갑에 함께 묶여 있던 마르타와 세사르를 풀어준다. 하이메가 마르타에게 총을 맡기고 경찰에 신고하는 도중 대장이 돌아와 쇠망치로 하이메를 살해한다. 마르타는 대장에게 총을 쏘지만 빗나가고, 대장은 총을 빼앗아 마르타의 머리에 쏜다. 지하에서 올라온 세사르 역시 살해당하고, 이사가 마르타의 시신을 보며 충격에 빠진 사이 대장은 이사의 배를 칼로 반복해 찔러 죽인다.

## 출연진
- 페르난도 카요
- 마누엘라 베예스
- 아나 바헤네르
- 기예르모 바리엔토스
- 드리탄 비바